# 북인도 요리
북인도 요리는 북인도의 요리로, 잠무 카슈미르, 펀자브주, 하리아나주, 히마찰프라데시주, 라자스탄주, 우타라칸드주, 델리, 우타르프라데시주, 자르칸드주, 차티스가르주, 마디아프라데시주의 요리들을 포함한다.
북인도 요리의 하위 유형은 다음과 같다:
- 아와드 요리
- 보지푸리 요리
- 비하르 요리
- 우타르프라데시 요리
- 하리아나 요리
- 카슈미르 요리
- 도그리 요리 (잠무 출신)
- 쿠마온 요리
- 무굴 요리
- 펀자브 요리
- 라자스탄 요리

북인도 요리는 무굴 제국 시대에 남인도나 동인도에 비해 중앙아시아의 영향을 받았다.